# はざまもり
はざま もり（10月26日 - ）は日本の漫画家。東京都出身。1980年、『ラブリーフレンド』（講談社）8月号に掲載された『そしてようよう初恋模様』でデビュー。代表作に『霊感占い殺人事件』など。
1980年、講談社新人漫画賞受賞。

## コミックスリスト
- 赤の旋律（1983年、講談社、全2巻）
- 夢狩り伝説（1984年、講談社）
- アリシア白の輪舞〜鉄仮面の秘密〜（1984年、講談社）
- 階段は知っている（1985年、講談社）
- リンデングリーンの騎士〜アイバンホー〜（1986年、講談社）
- 夜のささやき（1987年、双葉社）
- 逢う魔が時（1987年、講談社）
- レディ・ドラゴン（1988年、講談社）
- 暗闇に猫が鳴く（1988年、双葉社）
- 模細工〜モザイク〜（1988年、双葉社）
- ベイサイド・ダンディ（1989年、双葉社）
- 霊感占い殺人事件（1989年 - 1995年、講談社、全10巻）
- 野々村りり子23才（1990年、双葉社）
- 蜉蝣の森（1991年、白泉社）
- 霊界倶楽部（1991年、双葉社）
- 二つの顔の悪魔（1992年、白泉社）
- 通り魔（1992年、スコラ）
- 闇の招待状（1993年、双葉社）
- うしろの闇（1993年、スコラ）
- 惨劇の娘（1993年、白泉社）
- ウエディング・ナイトメア（1993年、白泉社）
- 怪談 おいてけ堀（1994年、白泉社）
- 怪談 吸血鬼（1995年、白泉社）
- 怪奇の卵（1996年、白泉社）
- 霊感占い殺人事件セレクション（2001年、講談社、全2巻)
- 霊感少女（2003年、あおば出版） - 2016年に青泉社より完全版上下巻刊行
- 霊感事件簿1 死神のキス（2003年、あおば出版）
  - 霊感事件簿2 幽霊屋敷（2004年、あおば出版）
  - 霊感事件簿3 瞳で殺せたら（2004年、あおば出版）
- 鬼門の家（2004年、あおば出版）
- 獣医師の事件簿（2005年、あおば出版） - 2013年に青泉社より新装版刊行
  - 新・獣医師の事件簿（2011年 - 2019年、Bbmfマガジン、全3巻）
- 駆け落ちカップルの事件メモ（2005年、あおば出版）
- 遺産相続人（2005年、あおば出版）
- 霊感少女・再来（2006年、あおば出版）
- 病める魂（2006年、あおば出版）
- 幻夢怪談 〜百物語〜（2007年、あおば出版）
- ボスと見た夢（2007年、ハーレクイン）
- 団地妻殺人事件（2008年、宙出版）
- 悪夢の花嫁（2008年、宙出版）
- 見知らぬあの子（2009年、Bbmfマガジン）
- 霊感少年の事件簿（2009年、グリーンアロー出版社）
  - 霊感少年の事件簿 優弥誕生編（2011年、Bbmfマガジン）
  - 霊感少年の事件簿 優弥成長編（2013年、青泉社）
  - 霊感少年の事件簿 半妖亜蘭編（2014年、青泉社）
- 暮林教授の怪異事件簿（2014年、青泉社）
- 霊界案内人（2015年、青泉社）
- 幻夢怪談 百物語（2017年、青泉社、上下巻）
- 探偵ケイの奇妙な日常（2017年、青泉社）
- 霊感兄弟の怪奇ファイル（2018年、青泉社）
- 探偵黒崎・けもの道（2018年、青泉社）
- 落ちてきた災難（2019年、青泉社）
- 霊界迷宮（2021年 - 、青泉社、既刊1巻）